# Шарлота Амалија (град)
Шарлота Амалија (енгл. Charlotte Amalie) је главни град Америчких Девичанских Острва. Основан је 1666. као Тапхус (што значи "пивница" на данском). Град је добио име 1692. по краљици Данске Шарлоти Амалији од Хесен-Касела (1650–1714). Између 1921. и 1936. Сједињене Државе су град називале Сент Томас. 1936. главни град је признат као Шарлота Амалија.
Налази се на острву Сент Томас. Шарлота Амалија је изграђена на три ниска вулканска гребена названа Frenchman Hill, Berg Hill и Government Hill. Ово је једна од најбољих природних лука на Карибима. Године 2010. град је имао 18.481 становника, што га чини највећим градом у архипелагу Девичанских острва. Шарлота Амалија има зграде од историјског значаја укључујући синагогу Св. Томас, другу најстарију синагогу у Сједињеним Државама.
Копија Звона слободе и ослобођени роб који дува у шкољку налазе се у парку Emancipation, који је и извор националног поноса и туристичка атракција.
У 2004. милион и по туриста је посетило Шарлоту Амалију, углавном на бродовима за крстарење. Шарлота Амалија је трећа најпопуларнија дестинација за крстарење у Карипском мору. До једанаест бродова за крстарење може заузети луку сваког дана, иако их обично има око пет.

## Становништво
Већина становника су 76,2% су Афро-Кариби, док је мањина од 13,1% белаца. Око један проценат је азијског порекла.
| Година       | 2010  |
| ------------ | ----- |
| Становништво | 18481 |

## Партнерски градови
- Монтескудајо